# Linguère
Linguère è un centro abitato del Senegal, situato nella Regione di Louga e capoluogo del Dipartimento di Linguère.